# ヤマハ・YZF750SP

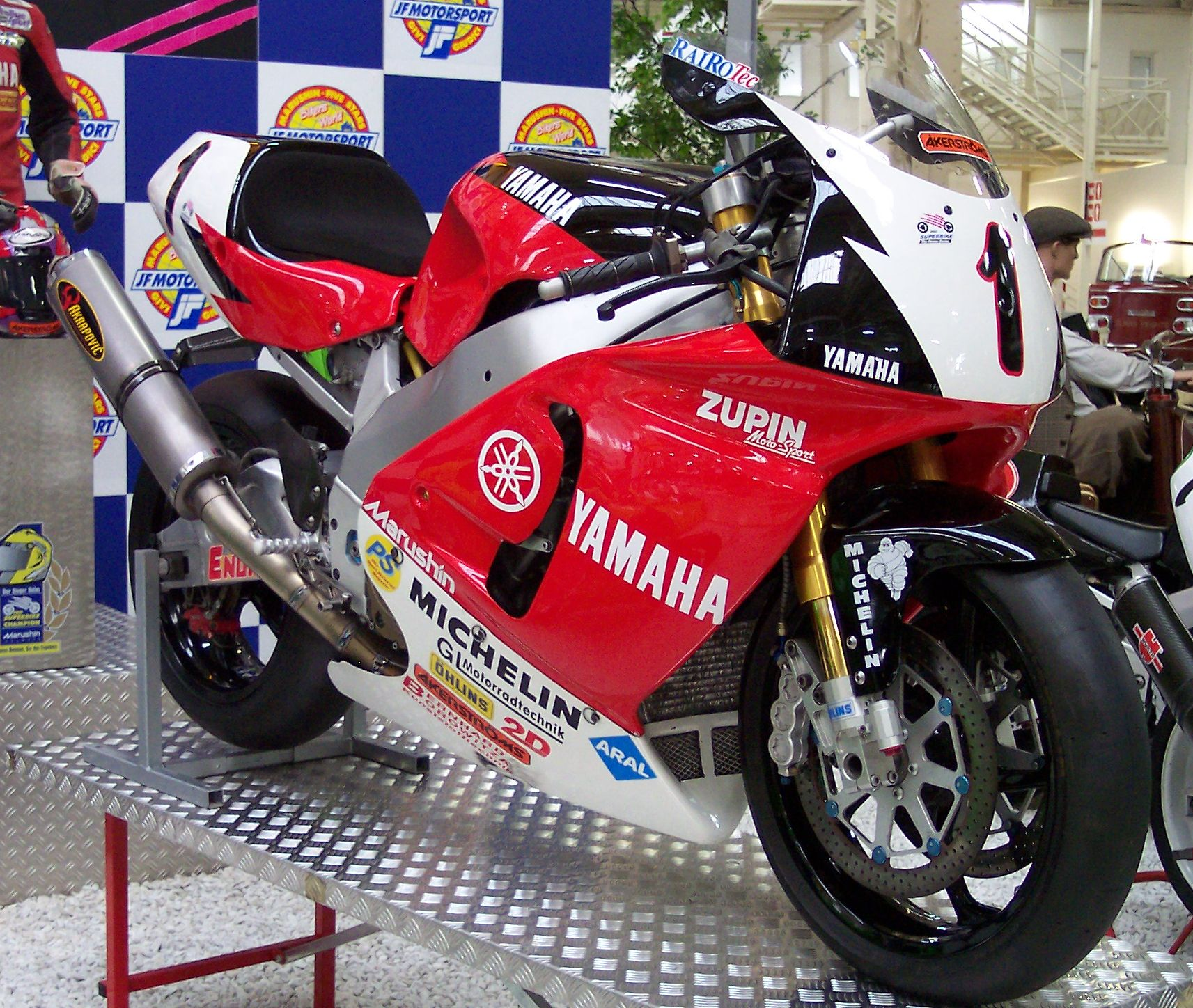
ヤマハ・YZF750SP

ヤマハ・YZF750SP（ワイゼットエフななひゃくごじゅうエスピー）は、ヤマハ発動機が1993年に発売した4ストローク749ccの大型自動二輪車（モーターサイクル）である。

## 概要
スーパーバイク世界選手権参戦のホモロゲーション・モデルとして、全面新設計で開発された。1995年にマイナーチェンジを行った。
日本国外市場では2人乗り仕様のYZF750Rと併売され、日本国内向けには限定車として販売された。

## モデル一覧
1993年式
- 形式:4JD（機種コード:4JD1）
- 発売:1993年2月
- 店頭販売希望小売価格125万円（限定350台）

スーパーバイクレースのレギュレーションに合わせ、FCRDキャブレターなどの競技用部品を標準装備したモデルとして発売される。
市販車と同じ名称でなければならないというスーパーバイクの規則に沿い、FZRではなくYZFという名称で販売された。YZFと名づけられた初の市販車である。
1995年式
- 形式:4JD（機種コード:4JD2）
- 発売:1995年1月
- 店頭販売希望小売価格130万円（限定500台）

- リアサスペンションをオーリンズ製にし、全長およびリンク比を改良、
- シートフレームを着脱式に
- スイングアームピボットを可変式に
- ラジエーターの大型化

## 諸元
（4JD1:カッコ内は輸出仕様(4HS)）
- 型式 4JD
- 全長 2070mm (2160mm)
- 全幅 735mm (730mm)
- 全高 1155mm  (1145mm)
- 軸間距離 1420mm
- シート高 785mm
- 最低地上高 140mm
- 乾燥重量 194kg
- エンジン種類 4ストローク/水冷/DOHC/20バルブ
- 気筒数配列 並列4気筒
- 総排気量 749cc
- 内径×行程 72mm×46mm
- 圧縮比 11.5:1
- 燃料供給 京浜FCRD39×4
- 最高出力 77PS/9500rpm (125PS/12000rpm)
- 最大トルク 6.0kgm/9000rpm (8.1kgm/9500rpm)
- 燃料タンク容量 19.0 リットル
- エンジンオイル容量 4.0 リットル
- 第1速 2.462
- 第2速 1.941
- 第3速 1.632
- 第4速 1.435
- 第5速 1.300
- 第6速 1.190
- 減速機　歯車形式 チェーンドライブ
- 最終減速比 2.294 (2.438)
- フロントタイヤ 120/70ZR17
- リアタイヤ 180/55ZR17
- フロントブレーキ 油圧式ダブルディスク
- リアブレーキ 油圧式シングルディスク